# Галкан (хоккейный клуб)
Хоккейный клуб «Галкан» (туркм. «Galkan» hokkeý topary) — молодёжная хоккейная команда из города Ашхабада. Является командой МВД Туркменистана. Первый чемпион Туркменистана по хоккею (2013/2014).

## История
В мае 2013 года команда стала первым обладателем Кубка МВД Туркменистана по хоккею. По окончании сезона 2013/2014 команда стала первым Чемпионом Туркменистана по хоккею. Нападающий команды Александр Ваховский стал третьим снайпером чемпионата (забил 27 шайб и сделал 40 результативных передач), он же был признан лучшим игроком и нападающим чемпионата.
7 апреля 2014 года был открыт Центр зимних видов спорта «Галкан», ледово-хоккейный комплекс возведен на территории Института МВД Туркменистана. Арена вместимость 630 зрителей стала домашней для команды «Галкан». Так же команде был передан автобус.

## Достижения
- Чемпион Туркменистана (2013/2014)